# Junghuhnia pseudozilingiana
Junghuhnia pseudozilingiana är en svampart som först beskrevs av Erast Parmasto, och fick sitt nu gällande namn av Leif Ryvarden 1972. Junghuhnia pseudozilingiana ingår i släktet Junghuhnia och familjen Meruliaceae.   Inga underarter finns listade i Catalogue of Life.

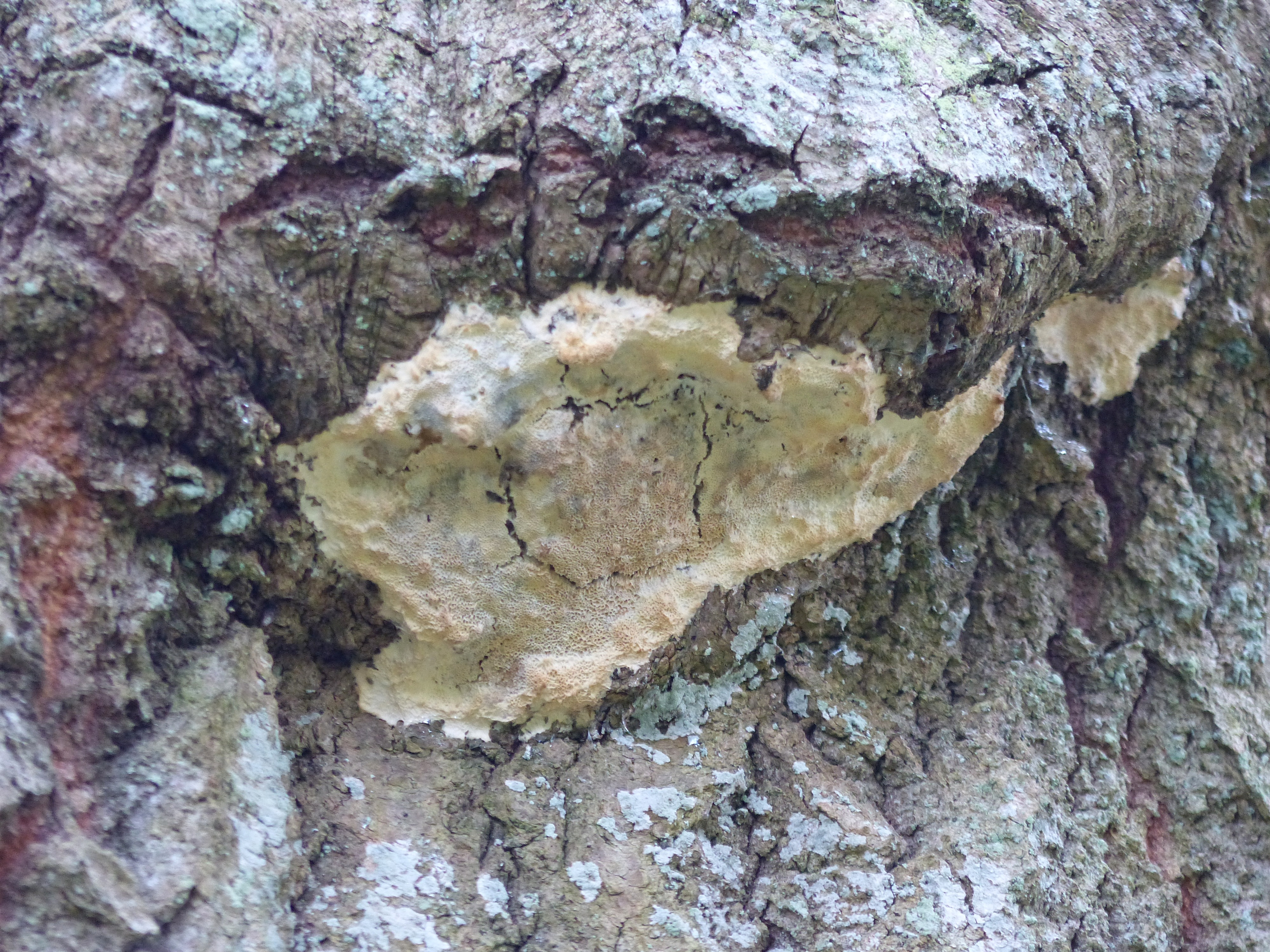
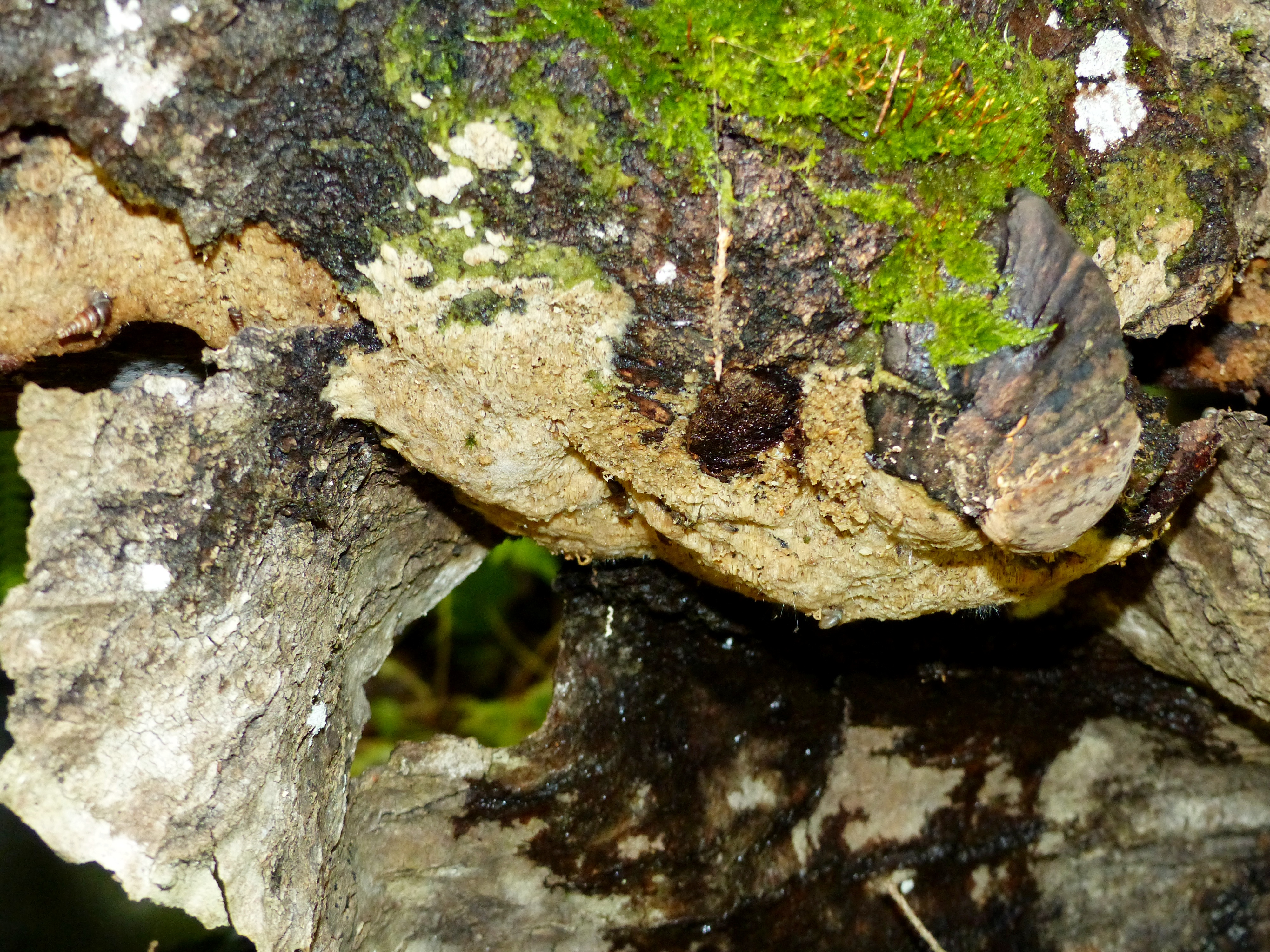